# Klára Kocmanová
Klára Kocmanová (* 5. listopadu 1992 Kutná Hora) je česká politička, od roku 2021 poslankyně Poslanecké sněmovny PČR, od ledna do listopadu 2024 místopředsedkyně Pirátů.

## Život
Vystudovala Církevní gymnázium v Kutné Hoře. Dříve pracovala na Krajském úřadě Středočeského kraje jako referentka, poté jako provozní pražské čokoládovny.

## Politická kariéra
V rámci Pirátské strany působila nejprve jako koordinátorka středočeských Pirátů, podílela se na kampani senátorky Adély Šípové a poté pracovala jako její asistentka.
Ve volbách do Poslanecké sněmovny PČR v říjnu 2021 kandidovala jako členka Pirátů na 2. místě kandidátky koalice Piráti a Starostové ve Středočeském kraji a byla zvolena poslankyní. Je místopředsedkyní Výboru pro životní prostředí, členkou Výboru pro sociální politiku a členkou Podvýboru pro problematiku domácího a sexuálního násilí.
V Poslanecké sněmovně se zaměřuje na problematiku lidských práv, sexualizovaného násilí, ochranu životního prostředí a klimatu a ochranu zvířat. Jejím klíčovým tématem je prosazení změny legislativy v oblasti domácího a sexualizovaného násilí. Stávající úprava znásilnění v trestním zákoníku totiž nepokrývá řadu reálných případů, které se vyskytují. Oběti tak nejsou dostatečně chráněny. Dále dlouhodobě bojuje za práva LGBT+ osob, konkrétně prosazuje manželství pro všechny, zrušení podmínky sterilizace pro úřední změnu pohlaví, zrušení zákazu dárcovství krve homosexuály nebo zlepšení ochrany těchto osob proti násilí z nenávisti. V oblasti ochrany zvířat dostala do mediálního prostoru téma usmrcování tisíců srnčat pod noži sekaček v rámci každoroční senoseče, na záchranu srnčat uspořádala také úspěšnou veřejnou sbírku. Dále se věnuje otázce pokusů na zvířatech a celkovému nastavení systému tak, aby bylo možné efektivně zasahovat proti týrání zvířat. Prosazuje rovněž přijetí tzv. klimatického zákona, tedy zastřešujícího zákona, který by se věnoval klimatické změně jako takové, nikoliv pouze jednotlivým částem životního prostředí jako je půda či voda.
V lednu 2024 byla zvolena první místopředsedkyní strany. Ve funkci skončila v listopadu 2024.
V lednu 2025 oznámila, že ve volbách do Poslanecké sněmovny PČR na podzim 2025 již nebude kandidovat. Svůj krok zdůvodnila dopadem současného fungování Sněmovny na její zdraví a osobní život.